# L'Origine des espèces (film)
Pour l’article homonyme, voir L'Origine des espèces.
Pour plus de détails, voir Fiche technique et Distribution.
L'Origine des espèces est un film québécois sorti en 2015. Il s'agit du premier film du réalisateur Dominic Goyer.

## Synopsis
David, architecte dans la trentaine, vient présenter sa nouveau-née à sa mère, une cinéaste d'animation qui vient de terminer son dernier film. Dans la nuit suivante, celle-ci se suicide. À la suite des funérailles, son père lui annonce qu'il n'est pas son fils. Débute alors pour David, une recherche pour découvrir l'identité de son père biologique.

## Fiche technique
- Titre original : L'Origine des espèces
- Titre anglais : On My Mother's Side
- Réalisation : Dominic Goyer
- Scénario : Dominic Goyer
- Musique : Antoine Bédard
- Direction artistique : Sylvain Genois
- Costumes : Jessica Poirier-Chang
- Maquillage : Virginie Bachand
- Coiffure : Martin Rivest
- Photographie : Mathieu Laverdière
- Son : Christophe Motte, Pierre-Jules Audet, Bernard Gariépy Strobl
- Montage : Michel Grou
- Animation : Éléonore Goldberg
- Production : Valérie d'Auteuil
- Société de production : Caramel Films
- Sociétés de distribution : Christal Films, Les Films Séville
- Budget : 1,5 million de dollars[1]
- Pays d'origine :  Canada
- Langue originale : français
- Format : couleur
- Genre : drame
- Durée : 92 minutes
- Dates de sortie :
  - Canada : 11 octobre 2015 (première québécoise au Festival du nouveau cinéma de Montréal)[2]
  - États-Unis : 7 janvier 2016 (première internationale au Festival international du film de Palm Springs)[3]
  - Canada : 22 avril 2016 (sortie en salle au Québec)
  - Canada : 2 août 2016 (DVD)

## Distribution
- Marc Paquet : David
- Sylvie de Morais : Hannah
- Élise Guilbault : Agathe Fillion / Louise Laforêt
- Marc Béland : Paul, père adoptif de David
- David La Haye : Pascale Laforêt
- Germain Houde : Michel Laforêt
- Gilles Pelletier : Fernand Laforêt, le grand-père
- Stéphanie Labbé : Cindy
- Cynthia Wu-Maheux : Julie, la serveuse
- Denise Tessier : Mireille, la patronne d'Agathe
- Estelle Richard  : Christelle, la prostituée
- Stéphan Côté : Sylvain
- Elsa Perez : Sarah
- Monique Gosselin : Martine
- Richard Thériault : Yves
- Kim Yaroshevskaya : Svetlana